# Hydroxylace
Hydroxylace je chemická reakce spočívající v zavedení hydroxylové skupiny (-OH) do sloučeniny. Tato reakce může zvýšit rozpustnost ve vodě či umožní spojení (konjugaci, kondenzaci) s jinou látkou. Proto je hydroxylace mj. jednou z detoxikačních reakcí.